# ベクスリー区
ベクスリー・ロンドン自治区（ベクスリー・ロンドンじちく、英: London Borough of Bexley、 発音) は、イングランドのロンドン南東部にあるロンドン自治区。1963年ロンドン政府法によりブロムリー区と共に東側のケント州から分離され設置された :5 。

## 地理
区の南側はブロムリー区、西側はグリニッジ区、テムズ川を挟んで北側は西からバーキング・アンド・ダゲナム区とヘイヴァリング区と、それぞれ区境を接する。このほか東部でケント州、北東部でエセックス州と境界を接する。
国家的な都市再生計画であるテムズ・ゲートウェイの対象地域に指定されている。

## 関係者
出身者
居住その他ゆかりある人物